# Harrison Ford
Harrison Ford (Chicago, Illinois, 13 de juliol de 1942) és un actor estatunidenc, fill de pare irlandès i de mare jueva russa.
Després d'acabar els estudis a Wisconsin, on va fer algunes actuacions teatrals, va signar un contracte a Hollywood amb la Columbia, i posteriorment amb la Universal, que li van donar petits papers en pel·lícules i a la televisió, com a Ironside, el 1967, i a The Virginian, el 1962.
Es va descoratjar perquè era a segona fila i va estudiar fusteria. Però va tornar a Hollywood quatre anys després, i hi va fer de fuster als estudis, atent a una oportunitat que sorgís per a actuar en una pel·lícula. Un amic li va trobar una prova amb el director George Lucas, que el va contractar. Així, va fer de Bob Falfa a American Graffiti. Quatre anys més tard assolí l'èxit amb el paper de Han Solo a La Guerra de les Galàxies. Va tornar a fer de Han Solo a L'Imperi contraataca i El retorn del Jedi.
Lucas el va recomanar a Steven Spielberg i va fer el 1981 el paper de l'exitós Indiana Jones a A la recerca de l'arca perduda i les seves seqüeles. El 1985 va ser nominat a l'Oscar i al Globus d'Or pel paper de policia a L'únic testimoni. Va ser nominat un altre cop als Globus d'Or el 1993 pel paper de Richard Kimble a El fugitiu.
És una superestrella de Hollywood. Té un ranxo de 67 hectàrees a Wyoming, on practica les seves aficions, pilotar la seva avioneta i el seu helicòpter, i participa en rescats d'incendis. Ha estat casat amb Mary Marquardt i Melissa Mathison, i actualment la seva parella és Calista Flockhart, amb qui es va casar després de vuit anys de relació, el 2010, a la mansió del governador de Nou Mèxic. Té cinc fills, un dels quals, adoptat amb Calista Flockhart.

## Biografia

### Infància
Harrison Ford va néixer l'estiu de 1942 a Chicago, fill d'un pare catòlic, Christopher Ford, i una mare jueva, Dorothy Nidelman. El seu avi patern, John Fitzgerald Ford, era un irlandès catòlic i la seva àvia, Florence Veronica Niehaus, alemanya. Els seus avis materns, Harry Nidelman i Anna Lifschutz, eren immigrants jueus que provenien de Minsk (Belarús). La seva mare va ser actriu de ràdio abans de dedicar-se a les tasques de casa i el seu pare era directiu de publicitat i, de tant en tant, actor de ràdio, com la seva esposa.
Harrison i el seu germà Terrence, que havia nascut l'any 1945, van créixer en el si d'una família de classe mitjana. Christopher i Dorothy Ford van educar els seus fills basant-se en la combinació de les respectives conviccions religioses i culturals. Actualment, quan li pregunten quina és la seva religió, l'actor contesta irònicament dient "demòcrata". També reconeix que se sent "irlandès com a persona, però jueu com a actor".

### Estudis
Ford comença els estudis juntament amb el seu germà a l'escola primària Graeme Stewart de Chicago. Conegut com a Harry entre els seus amics, l'any 1956 és admès a l'institut East Maine Township, a Park Ridge, Illinois. Va ser un alumne mitjà, però va participar en tota mena d'activitats i associacions del centre: va ser president del club de ciències socials, membre del club de maquetes ferroviàries, representant del club d'escolars i delegat de classe. En aquest període apareix públicament per primera vegada com la veu de la ràdio del seu institut, que s'acabava de crear. També es va integrar en la companyia de dansa de l'escola, així com en l'equip de gimnàstica durant un breu període.
Degut a la pressió exercida pels seus pares, en graduar-se de l'institut el 1960 s'incorpora al Ripon College de Wisconsin. Allà forma part de la fraternitat Sigma Nu i estudia literatura anglesa i filosofia, però els seus resultats són decebedors. En el seu tercer any, aquest mal estudiant s'apunta a cursos d'art dramàtic pensant que així tindria una oportunitat d'obtenir bones notes fàcilment. Durant aquest període, Harrison decideix a què es vol dedicar en la vida professional. El 1964, a tres dies de l'entrega de diplomes de la universitat, sap que no obtindrà el seu degut a les seves repetides absències. Avergonyit i humiliat, decideix tornar-se'n a Illinois.

## Carrera artística

### Inicis
Tot i l'escepticisme inicial amb el camí artístic escollit pel seu fill, els pares li donen suport i l'encoratgen a seguir. Sabent que Wisconsin no és el lloc adient per iniciar la seva carrera, Harrison decideix anar-se'n a Hollywood junt amb Mary Marquardt, una actriu que havia conegut durant els seus anys universitaris i amb la qual es va casar l'any 1964.
A Califòrnia, en un principi es troba amb dificultats per aconseguir papers, però després d'una sèrie de càstings sense resultats, rep una proposta de la productora Columbia Pictures per firmar un contracte de 150 dòlars la setmana per fer petites aparicions a la televisió. Durant aquest període, Ford va escapar in extremis de morir en un accident d'automòbil en perdre el control del seu vehicle i estavellar-se contra un pal. La cicatriu que duu a la barbeta, un dels seus trets característics, és una seqüela d'aquest esdeveniment. Finalment, l'any 1966 apareix per primera vegada a la pantalla gran en el film Dead Heat on a Merry-Go-Round, amb James Coburn, en un paper que no li dona dret a aparèixer en els crèdits. Aquell mateix any es va declarar objector de consciència per no anar a la guerra del Vietnam. En ser convocat davant les autoritats per justificar la seva decisió, va fingir que era boig amb una actuació tan convicent que el tribunal el va declarar "no apte".
El 1967 aconsegueix el seu segon paper, de nou sense menció en els títols de crèdit, a la pel·lícula Luv. El mateix any, finalment, apareix a La cavalcada dels maleïts, en la qual el seu nom surt per primera vegada en pantalla, encara que amb la denominació «Harrison J. Ford» per diferenciar-lo de l'antic actor de cinema mut que es diu igual que ell. Tot i obtenir aquests petits papers, la família Ford no obté ingressos importants, la qual cosa és certament problemàtica, ja que Mary dona a llum el seu fill Benjamin. L'actor accepta de mala gana tant els petits papers que la Columbia li ofereix com la impossibilitat d'expressar la seva personalitat i capacitat interpretativa. L'estudi estripa el seu contracte amb el pretext de falta de carisma degut a les seves constants observacions sobre la baixa qualitat dels guions que li ofereixen. Actualment, l'actor admet que no va ser gaire cooperatiu amb l'estudi, però considera que aquesta arrogància va ser la que li va permetre creure en la seva carrera i amagar la seva timidesa, que, fins aleshores, havia estat a punt de fer-li abandonar el camí artístic que havia decidit emprendre. Poc temps després firma amb Universal Pictures, amb la qual aconsegueix petits papers en sèries de televisió com The Virginian o Ironside, però les seves breus aparicions no són suficients per cobrir les necessitats econòmiques de la seva família, per la qual cosa comença a buscar una feina alternativa a la d'actor.

### Progressió
Mentre feia feines de manteniment a la casa familiar, Ford decideix sobtadament fer-se fuster. Renuncia a la seva carrera d'actor i aprèn a treballar la fusta mitjançant els llibres que agafava en préstec de la biblioteca local. Troba el seu primer treball en les obres d'un estudi de gravació pel compositor Sérgio Mendes. Simultàniament, accepta qualsevol dels petits papers que li ofereixen en el cinema, com Zabriskie Point (1970), o en sèries de televisió com The F.B.I. (1969) o Gunsmoke (1972). Durant aquest període, Mary dona a llum al segon fill del matrimoni, Willard.
En el decurs de les seves reunions, Ford es fa amic de Fred Roos, director de càstings de la Universal, per a la qual fa sovint certs treballs. Mentre Roos treballa en unes obres dels Estudis Goldwyn, li presenta un jove realitzador desconegut fins aleshores: George Lucas. Aquesta trobada seria determinant en la carrera de l'actor.
El 1972, George Lucas li proposa el paper de l'apassionat de la velocitat Bob Falfa en la seva propera pel·lícula, American Graffiti (1973). Harrison accepta perquè considera el paper prou important per implicar-se en el possible èxit del film. Per rodar les seves escenes havia de tallar-se els cabells, però, tement que no pugui acceptar altres possibles ofertes de rodatge que li puguin oferir en un futur proper pel seu nou aspecte, li proposa a George Lucas que el personatge porti un barret de vaquer. La pel·lícula s'estrena l'estiu de 1973 i recapta més de 21 milions de dòlars en la primera distribució als cinemes. Tot i l'èxit de la filmació, Harrison recupera la seva activitat de fuster perquè el sou de 600 dòlars que rep pel rodatge de la pel·lícula és insuficient per mantenir la família. No obstant, recupera la motivació per reprendre la seva carrera en el món cinematogràfic.
Ford recupera la seva feina com a actor acceptant altres papers de menys rellevància. Després de fer unes feines a l'oficina de Francis Ford Coppola, rep la proposta d'aquest director per interpretar un paper a la pel·lícula La conversa (1974), amb Gene Hackman com a estrella principal. Havia de representar el paper de Mark, però en l'últim moment aconsegueix el paper Frederic Forrest. Ford, que finalment fa el paper de Martin Stett, s'enfurisma per aquesta decisió, però gràcies a aquest rol comença a fer-se conegut a Hollywood.
Fins a l'any 1976 aconsegueix alguns papers per a televisió i veu com s'incrementa la seva activitat. Mentre feia unes feines a casa de George Lucas, el director li demana que col·labori amb ell donant la rèplica als actors que es presentaran al càsting de la seva propera pel·lícula, ja que no volia fer-li una audició a Harrison perquè volia treballar amb noves cares. No obstant, després d'algunes rèpliques, Lucas decideix que ja té actor per al personatge de Han Solo.

## Interpretacions

### Star Wars
El 1976, tot i ser reticent a contractar actors desconeguts per la pel·lícula, la Twentieth Century Fox accepta que Harrison Ford sigui l'escollit per encarnar Han Solo en la que es convertiria en una de les més importants sagues del cinema: Star Wars. Ford aconsegueix el paper per davant de Kurt Russell, Nick Nolte, Al Pacino, Christopher Walken o Richard Dreyfuss. George Lucas considera que Ford está més preparat per donar vida a un personatge amb una important vessant cínica que contrasta amb Luke o Leia. També és un personatge de més edat que la resta, amb l'excepció d'Obi-Wan Kenobi que va ser interpretat per Sir Alec Guiness, famós actor britànic la presència del qual compensa un repartiment format per actors desconeguts, un risc important per una pel·lícula d'aquestes dimensions. Amb la sensació d'estar participant en una pel·lícula per nens, els actors tenen dificultats per interpretar els seus respectius papers i fan constants bromes durant el rodatge.
Amb un sou de 650.000 dòlars, aquesta pel·lícula li permet abandonar finalment el seu ofici de fuster i concentrar-se plenament en la seva carrera artística. Tot i que la Fox va anunciar prematurament que el film va ser un fracàs, la realitat va ser que la primera entrega de Star Wars, estrenada com La guerra de les galàxies (1977) i coneguda més tard com Una nova esperança es converteix en un èxit rotund i fa que l'actor esdevingui un dels preferits del públic.
La pel·lícula dona lloc a dues seqüeles en les que Ford continua interpretant el mateix paper. A L'imperi contraataca (1980), la seva faceta com a actor pren una nova dimensió amb l'evolució dramàtica del paper de Han Solo, juntament amb la relació amorosa amb Leia i l'incòmoda posició degut a la traïció dels seu amic, Lando Calrissian. Just abans que el seu personatge sigui congelat en carbonita, la princesa li declara el seu amor i Han devia contestar «Jo també t'estimo!» però, veient que no era una resposta molt convincent, el director Irvin Kershner li demana improvisar. Aleshores, canvia la línia de guió per «Ho sé...», la qual quedaria inseparablement unida al seu personatge. El propi fet que Han Solo sigui submergit en carbonita representa una alternativa pels guionistes en el cas que l'actor es negués a participar en el tercer episodi de la saga. George Lucas no estava segur que l'estrella acceptés novament el paper després de l'èxit de la primera entrega d'Indiana Jones, A la recerca de l'arca perduda (1981), i que era protagonitzada per Ford.
Posteriorment, es confirma la seva participació i finalment apareix de nou a El retorn del Jedi (1983). La poca profunditat del seu personatge no li permet explotar el principi de la pel·lícula, que es dedica al seu alliberament. Per compensar aquesta debilitat, volia que Han Solo tingués una mort heroica, amb l'objectiu que es pugui recuperar la talla dels episodis anteriors però George Lucas s'hi nega.
Més de 30 anys després de l'estrena d'El retorn del Jedi, Ford torna a interpretar el paper de Han Solo a la setena entrega de la saga, El despertar de la Força (2015), en què finalment aquest popular personatge mor. Segons el Daily Mail, l'actor va cobrar 16 milions de lliures, més una quota del 0,5 % dels ingressos en taquilla per la seva interpretació en aquesta pel·lícula.

### Indiana Jones

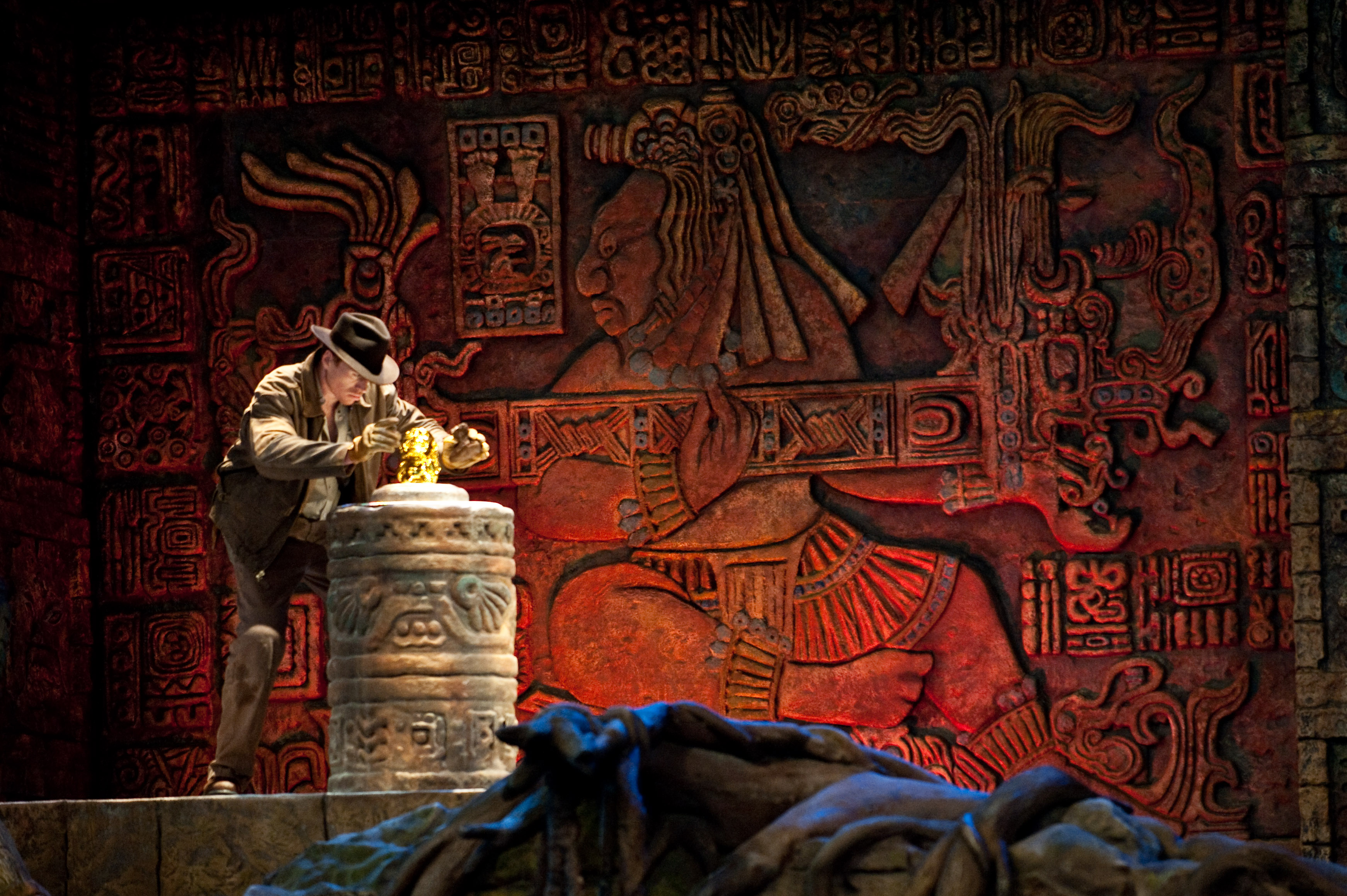
Una escena que mostra a Harrison Ford a Indiana Jones, reproduint la de la pel·lícula A la recerca de l'arca perduda als Disney's Hollywood Studios (2009).

A finals dels anys 1970, George Lucas i Steven Spielberg treballen en la seva propera producció: una pel·lícula que homenatja les sèries de la seva infància.
Per a aquest projecte, Steven Spielberg pensa immediatament en Harrison Ford, amb la idea de representar a un heroi digne d'Allan Quatermain, però George Lucas s'hi oposa. A més de no ser mai partidari de recuperar actors amb qui ja ha treballat, Lucas tem que es confongui aquest personatge amb Han Solo. Per això, es pensa en altres actors per oferir-los el paper. Tom Selleck és finalment l'escollit per donar vida a l'aventurer, però l'actor no accepta el paper a causa del contracte que l'uneix a la sèrie Magnum P.I. En aquell moment, Steven Spielberg persuadeix George Lucas que l'Indy és un personatge fet a mida per a Ford. L'actor i el realitzador es troben gràcies a George Lucas i, tot i ser reticent a firmar un contracte per a tres pel·lícules, Ford accepta l'oferta. Ha nascut Indiana Jones.
Per interpretar l'intrèpid aventurer, Ford ha d'aprendre a fer servir un fuet i preparar-se físicament per afrontar un rodatge extenuant. Per interpretar Indy, exhibeix el look tradicional d'aventurer amb barba de tres dies i una vella caçadora de cuir, sense oblidar els que es convertiran en dos elements representatius del personatge: un barret gastat i envellit i el fuet. D'aquesta manera, dona forma i caracteritza un personatge polifacètic: valent però romàntic, divertit i a vegades fràgil.
El rodatge de A la recerca de l'arca perduda (1981) és esgotador i molt exigent per a tot l'equip. Durant l'escena de la lluita contra un mecànic nazi, la roda d'un avió li passa per sobre la cama; es troba amb un lligament esquinçat a l'interior de Tunísia. En comptes de recuperar-se completament, s'embena la cama i continua amb el rodatge. Posteriorment, es lesiona les costelles intentant fer ell mateix l'escena de risc on Indiana és arrossegat per terra per un camió. Quan va arribar l'hora de rodar l'escena on Indy s'enfronta a un guerrer que l'amenaça amb un sabre, en la qual estava previst un elaborat combat que havia requerit una llarga preparació, Ford no estava en condicions de fer-ho: com molts membres de l'equip, en aquell moment estava malalt. Per no endarrerir el rodatge, li proposa a Steven Spielberg simplement disparar contra el seu enemic. L'èxit que té aquella curta escena entre els membres de l'equip és tan gran que es manté en el muntatge final. A la recerca de l'arca perduda s'estrena l'any 1981 i obté un gran èxit. Fins i tot, amb Indiana Jones aconsegueix superar la notorietat de Han Solo i es converteix en una estrella.

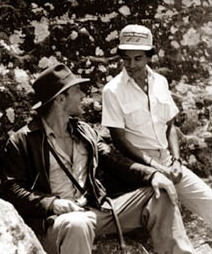
Harrison Ford i Chandran Rutnam durant el rodatge d’Indiana Jones i el Temple Maleït el 1983 a Sri Lanka.

El 1984 s'estrena Indiana Jones i el Temple Maleït. La parella femenina d'Indy, després de Karen Allen que havia participat en l'anterior episodi, és Kate Capshaw. Ford és qui, influenciat per Steven Spielberg, l'escull per interpretar a Willie Scott.
Durant el rodatge de les escenes en el palau del maharajà, l'actor comença a patir una hèrnia discal per culpa de montar en elefant i, durant el combat contra un thuggee a l'habitació d'Indy, l'hèrnia el paralitza realment. Les cures que li donen allà mateix no fan efecte i és repatriat urgentment als Estats Units per operar-se. Durant la seva convalescència, segueix un tractament a base d'enzimes de papaia. El remei resulta ser eficaç i l'actor retorna a Sri Lanka tres setmanes després. Després d'aquest incident, el rodatge continua normalment. En el moment de la seva estrena, tot i que la crítica troba la pel·lícula massa obscura, Indiana Jones i el Temple Maleït és tot un èxit.

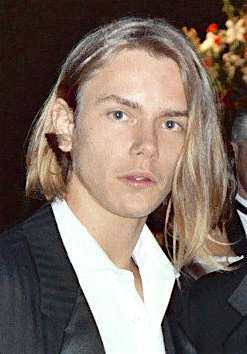
River Phoenix va interpretar el paper d'un dels seus fills a La costa de 'los Mosquitos', i comparteix amb Ford el paper d'Indiana Jones uns anys més tard a Indiana Jones i l'última croada.

El 16 de maig de 1988 comença el rodatge de Indiana Jones i l'última croada (1989). Aquesta pel·lícula revela la relació que manté Indy amb el seu pare com rerefons en la cerca del Grial. Mentre Ford vesteix de nou el seu conjunt d'aventurer, el paper de «rata de biblioteca» del seu pare és interpretat per Sean Connery. Aquesta confrontació pare-fill permet a Ford explotar i expressar altres facetes de la personalitat del personatge. En aquesta pel·lícula es pot veure a l'Indy adolescent i Ford li proposa a Steven Spielberg i George Lucas al jove actor que havia interpretat al seu fill a La costa de 'los Mosquitos' (1986), River Phoenix, ja que, segons el propi Ford, és qui més s'assembla a ell quan tenia la seva edat. Sobre el plató, l'ambient és jovial i distès, fins al punt que Ford i Connery graven sense pantalons la seqüència on Indy i el seu pare parlen a bord del Zeppelin degut a la calor que hi fa. En l'escena on Indy es troba suspès del canó d'un tanc i contra una paret, l'equip d'attrezzo li llencen a Ford, qui s'havia acostumat a prendre part en les escenes de risc, trossos d'argila a mesura que el vehicle avança. A més, Ford sovint ha de rodar de nou escenes on va al galop sobre el cavall perquè el barret li surt volant i és inimaginable que Indiana Jones perdi el seu barret. Després d'un rodatge sense greus problemes, la pel·lícula s'estrena el maig de 1989 i, com les anteriors, resulta ser un èxit comercial.
Estava prevista una quarta part de la saga des de 1994, però les complicades agendes de Ford, Lucas i Spielberg ajornen constantment la posada en marxa del projecte. Després de dubtar si fer aquest nou episodi, Ford acaba finalment per proposar-li a Spielberg rodar-la: «¿Per què no fer una altra d'aquestes pel·lícules? El públic ho demana.» Acaba convencent a Lucas i comença la producció del nou film. El 10 de setembre de 2007 finalment es revela el títol del nou episodi: Indiana Jones i el regne de la calavera de cristall (2008). L'acció de la pel·lícula transcorre durant la Guerra Freda, amb un Indiana Jones ja envellit. Tot i la seva edat avançada, Ford es sotmet a un entrenament intens i a un règim estricte per tornar a estar en forma i així poder rodar ell mateix la majoria d'escenes de risc. La pel·lícula és presentada el 18 de maig de 2008 com a pre-estrena al festival de Cannes, 19 anys després de l'última aventura. La taquilla demostra que el públic desitjava una altra pel·lícula més de la saga i, amb prop de 800 milions de dòlars recaptats a tot el món, Indiana Jones i el regne de la calavera de cristall és la pel·lícula de la saga que aconsegueix un major èxit.

### Blade Runner
A la pel·lícula Blade Runner (1982), de Ridley Scott, basada en la novela Philip K. Dick Els androides somien xais elèctrics?, Ford dona vida a Rick Deckard, una mena de detectiu privat ('blade runner') desenganyat i cínic. La seva interpretació a la pel·lícula és intensa i dota al personatge d'una imatge vulnerable i d'ambigüitat moral, els quals converteix en uns dels elements destacats del film, i porta a l'espectador, fins i tot, a plantejar-se si Deckard és humà. L'empatia que manifesta en el moment d'exercir accions executòries cap els replicants, recorda justament a les que fan els replicants amb les seves víctimes.
El primer actor que va ser considerat pel guionista Hampton Fancher va ser Robert Mitchum. Altres actors en la llista de potencials Rick Deckard van ser Sean Connery, Jack Nicholson, Paul Newman, Clint Eastwood, Peter Falk, Al Pacino, Nick Nolte, Burt Reynolds o Dustin Hoffman. Finalment Hampton Fancher, que també era productor de la pel·lícula, suggereix Harrison Ford. L'equip de producció es posa en contacte amb Steven Spielberg, que està en la fase de muntatge de A la recerca de l'arca perduda (1981), per informar-se sobre l'actor. La resposta del realitzador és clara: «És una gran estrella». Així, Ridley Scott viatja a Londres per veure imatges de la gravació de la pel·lícula de Steven Spielberg i troba l'actor perfecte pel paper.
Ford es mostra interessat per la pel·lícula però la lectura del primer guió no el convenç del tot degut a la presència d'una veu en off que explica als espectadors el què no es mostra en el decurs de la investigació de Deckard. L'actor prefereix que es vegin les coses en lloc d'explicar-les. Aquest detall es converteix en un motiu de fricció entre el realitzador i el seu intèrpret principal, el qual considera que Ridley Scott tendeix a preocupar-se més pels decorats que pels seus actors. Com anècdota, el personatge interpretat per Edward James Olmos va ser creat per corregir un error de concepció: la cabina del vehicle que Ford ha de pilotar és massa estreta per ell i han de contractar un actor més petit per pilotar la màquina. Olmos és qui condueix, mentre Ford s'arrauleix en el seient del passatger.
Tot i les divergències, Ford s'implica totalment amb el projecte. En l'escena on s'enfronta amb Pris (Daryl Hannah), insisteix que no simuli els cops. L'actriu obeeix i li fica els dos dits al nas, fins al punt que acaba tot ensagnat al final del rodatge. El seu malestar durant el rodatge també el va ajudar a donar-li una dimensió dramàtica al seu personatge. Durant les projeccions de prova de la pel·lícula, la seva interpretació és rebuda negativament pels espectadors. La seva imatge és la d'un heroi sense por, valent i sense retrets des de les seves interpretacions de Han Solo i d'Indiana Jones i els seus seguidors no el veuen en el paper d'un personatge covard i sense escrúpols. Per aquestes raons (i altres purament comercials), els productors obliguen a tornar a muntar la pel·lícula per simplificar la història i eliminar temes paral·lels. El final es modifica, transformant l'esperit del desenllaç original.
Tot i estar en desacord amb la decisió, l'actor està obligat per contracte a registrar la veu en off que orientava l'espectador en la comprensió de la pel·lícula, la qual cosa li va suposar un veritable suplici. Després de llegir sis versions diferents de la narració, el cansament acumulat es percep en la veu monòtona que apareix a la pel·lícula. 
La pel·lícula s'estrena el 1982, els crítics no són especialment amables analitzant i valorant la pel·lícula i és un fracàs comercial degut principalment a dos factors: l'ambientació fosca del film i el paper diametralment diferent de Harrison Ford en relació als anteriors que havia protagonitzat. A més, la pel·lícula va ser eclipsada per l'estrena uns dies abans de ET, l'extraterrestre (1982) de Spielberg.
No obstant, Blade Runner acaba convertint-se en una pel·lícula de culte amb el decurs dels anys, sobretot gràcies a la sortida de versions més fidels a la visió del realitzador (director's cut). Encara avui hi ha una pregunta sense resposta: «Rick Deckard és un replicant?» Ridley Scott contesta que sí, mentre que Ford afirma el contrari.

### Altres pel·lícules
Després de Star Wars episodi IV: Una nova esperança (1977), rep molts més papers gràcies a l'estatus d'estrella que acaba d'aconseguir. És contractat per la pel·lícula Herois (1977) dirigida per Jeremy Kagan, un amic de George Lucas. En aquesta pel·lícula interpreta a Ken Boyd, un somiador, al costat de Henry Winkler. Els crítics acullen positivament la seva interpretació d'un personatge que reconeix que adora, però la pel·lícula passa desapercebuda i no li permet reforçar la seva notorietat. 
La necessitat de diners novament apareix. Aconsegueix un dels papers principals a Força 10 de Navarone (1978), la continuació de Els canons de Navarone (1961), on té de company de repartiment a Robert Shaw. La pel·lícula s'estrena el 1978, i, encara que és un fracàs als Estats Units, el nom de la nova estrella atrau al públic europeu on, per exemple, ven quasi un milió d'entrades a França.
A l'any següent s'estrena Apocalypse Now (1979) de Francis Ford Coppola, on surt només en una seqüència. En aquesta, interpreta el coronel Lucas que tramita el permís d'absència del capità Willard, interpretat per Martin Sheen. Encara que aquesta pel·lícula s'estrena el 1979, Ford va rodar la seva escena durant l'any 1976, abans de ser conegut pel seu paper de Han Solo.
El mateix any surt a Hanover Street (1979) de Peter Hyams. En aquesta, interpreta a un pilot americà, anomenat David Halloran, que és enviat a Anglaterra durant la Segona Guerra Mundial i que s'enamora d'una infermera anglesa però que té com a missió escortar fins França a un agent del servei britànic d'informació (interpretat per Christopher Plummer) que resulta ser l'espòs d'ella. El paper li permet experimentar amb els seus dots interpretatius, per primera vegada, en els gèneres romàntic i dramàtic. La pel·lícula és un fracàs i no permet a l'actor satisfer la seva predisposició i voluntat a tenir un paper protagonista rellevant.
La seva següent pel·lícula és El rabí de San Francisco (1979), una comèdia de Robert Aldrich. La «pressió» del seu fill Willard i el seu propi desig de tornar als rodatges americans després de dues pel·lícules a Anglaterra fan que accepti el paper del 'cowboy' Tommy Lillard, paper que havia estat pensat en un primer moment per John Wayne. Treballa amb Gene Wilder, actor que va col·laborar diverses vegades amb Mel Brooks. La comèdia no era un gènere en el qual el realitzador es trobés còmode i la pel·lícula no respon a les seves expectatives però resulta millor que Hanover Street.
Posteriorment, Ford recupera el seu paper de Bob Falfa en una petita aparició (no reflectida en els títols de crèdit) a More American Graffiti (1979). La consagració de Harrison Ford com a actor arriba gràcies a Star Wars episodi V: L'imperi contraataca (1980) i es confirma amb les aventures d'Indiana Jones a A la recerca de l'arca perduda (1981). Després del rodatge de Blade Runner (1982), participa a E.T., l'extraterrestre (1982) on actua com a director de l'escola que convoca a Elliott després de l'incident de la rebel·lió a l'aula. En aquesta escena es troba d'esquenes i no se li veu la cara. Aquesta seqüència va ser retallada en el muntatge inicial de la pel·lícula i no es va incloure en la versió del 20è aniversari del film perquè Steven Spielberg no va voler fer gaires canvis respecte a l'original, ja que la considera com una de les seves pel·lícules més perfectes.
El 1985, la seva carrera dona un nou gir amb L'únic testimoni (1985), de Peter Weir. Deixa a un costat les superproduccions i interpreta el paper de John Book, un policia encarregat de la protecció d'una jove amish. Abans del rodatge, prepara meticulosament el paper de policia passant un temps a la brigada criminal de Filadèlfia amb la qual fa patrulles nocturnes. Aquesta pel·lícula li permet interessar-se per la psicologia del seu personatge que fa front a un xoc cultural en introduir-se en una comunitat amish. De protector passa a protegit, i s'integra progressivament en l'estil de vida dels seus hostes i s'enamora de la mare del jove testimoni, paper interpretat per Kelly McGillis. En la pel·lícula, abans de la construcció d'un graner, es fa una referència al passat de Ford quan l'actriu li pregunta si sap alguna cosa sobre fusteria i ell contesta «una mica». Aquesta interpretació li val el primer reconeixement del món del cinema en forma de diverses nominacions com a millor actor en diferents premis cinematogràfics.
El 1986 interpreta un nou paper a les ordres de Peter Weir en la pel·lícula en la qual Ford diu haver fet el seu millor paper: La costa de 'los Mosquitos' (1986). En aquesta, dona vida a un pare de família inventor i maníac que es deixa absorbir pels seus ideals. El personatge d'un dels seus fills és interpretat per River Phoenix amb el qual comparteix el paper d'Indiana Jones uns anys més tard a Indiana Jones i l'última croada (1989).
A La costa de 'los Mosquitos', Frenètic (1988) i A propòsit de Henry (1991), Ford confirma el camí que va emprendre amb L'únic testimoni amb papers de personatges singulars en pel·lícules importants. El 1989 li proposen el paper de Jack Ryan a La Caça de l'Octubre Roig (1990), adaptació de la novel·la homònima de Tom Clancy. Ford, en preferir el paper del comandant Marko Ramius que ja havia estat reservat per Sean Connery, rebutja l'oferta i el paper és interpretat finalment per Alec Baldwin. L'any 1992 però, després de ser alliberat d'un projecte de la Paramount, recupera aquest paper d'agent de la CIA, ja que Alec Baldwin prefereix treballar als escenaris de Broadway. Interpreta aleshores a l'heroi de Tom Clancy a Patriot Games (1992) i en la seva seqüela Perill imminent (1994), ambdues dirigides per Philip Noyce. El guió de Patriot Games deu ser readaptat pel nou actor, ja que s'ha de passar d'un agent de 35 anys a un de 50. Aquesta pel·lícula és l'ocasió perfecta per donar més rellevància al personatge de Jack Ryan i a la seva família després de tenir un paper secundari a La Caça de l'Octubre Roig. Ford imposa un personatge vulnerable, un caràcter completament oposat al que s'espera d'un heroi d'acció sense pors, que correspon al d'analista de la CIA i al pare de família protagonista de la novel·la. El guió de Perill imminent s'escriu de manera simultània al de Patriot Games i és enmig del rodatge de la primera que es confirma el rodatge de la segona. Ambdues són un èxit rotund.
El 1993, entre ambdues aventures de Jack Ryan, torna a donar una empenta a la seva carrera participant en El fugitiu (1993), d'Andrew Davis, adaptació de la sèrie de televisió homònima. En aquest film, Ford encarna el doctor Richard Kimble, acusat sense motius de l'homicidi de la seva dona. Una persecució despietada, dirigida per un 'marshal', porta Kimble fins a Chicago on fa tot el possible per demostrar la seva innocència. La pel·lícula és un èxit mundial que converteix a Harrison Ford en un dels actors més populars a Hollywood i permet a Tommy Lee Jones obtenir l'Oscar al millor actor secundari.
El 1995, interpreta el paper de Linus Larrabee a Sabrina (1995) de Sydney Pollack, paper que havia estat interpretat per Humphrey Bogart en la pel·lícula original de Billy Wilder de l'any 1954. Després d'un any sense rodatges, L'ombra del diable s'estrena l'any 1997. Ford comparteix protagonisme amb Brad Pitt, la carrera del qual está començant a enlairar-se. La pel·lícula, que tracta sobre la traïció d'un mentor sobre el seu protegit, és un fracàs.
Aquest mateix any s'estrena Air Force One (1995), dirigida per Wolfgang Petersen. El guió s'escriu inicialment per Kevin Costner però l'actor no estava disponible estava a punt de rodar-se i és ell mateix qui suggereix a l'equip de producció el nom de Ford per reemplaçar-lo. Wolfgang Petersen proposa a Ford seleccionar Gary Oldman per interpretar el paper de terrorista que segresta l'Air Force One. Pel paper de la vicepresidenta, el realitzador vol des del principi a Glenn Close, però tem que l'actriu rebutgi un paper tan petit. Ford, que està d'acord amb Petersen sobre la idoneïtat de Glenn Close pel paper, s'encarrega ell mateix de proposar-li aquest projecte a l'actriu. Durant un sopar benèfic a Wyoming, on viuen ambdós intèrprets, li fa la proposició. En aquest sopar també hi és present Bill Clinton que valora positivament la idea d'una dona com a vicepresidenta, la qual cosa és determinant perquè Glenn Close accepti finalment el paper. Bill Clinton, molt entusiasta amb motiu de la pel·lícula (la qual veurà dues vegades en tres dies quan s'estreni), convida part de l'equip de la pel·lícula, entre els quals hi estan Petersen i Ford, a bord de l'autèntic avió presidencial amb l'objectiu d'aconseguir una recreació fidel dels interiors de l'aeronau pel film. Per l'escena del discurs al començament de la pel·lícula, Ford deu aprendre un text en rus, llengua que l'actor desconeix tot i que part de la seva família prové de Minsk. Les úniques escenes que comparteix amb Glenn Close són uns diàlegs per telèfon i, generalment, és un assistent qui contesta per telèfon a l'actor, però viatja (igual que Gary Oldman) per fer-ho ell mateix en persona i donar-li una millor base de treball a l'actriu. El rodatge se celebra en un ambient festiu fins al punt que l'equip nombra la pel·lícula «Air Force Fun». Durant les escenes de lluita, que Ford considera com les millors, l'actor no és doblat per un especialista. A l'escena on està per primera vegada enfront del terrorista interpretat per Gary Oldman, aquest últim li dona un cop a la cara i Ford insisteix que no simuli el cop. L'endemà d'aquesta escena, que va necessitar 13 intents (per tant, 13 cops a la cara), Ford arriba al plató amb la cara marcada, la qual cosa va obligar a Petersen a filmar-lo des d'un angle que permeti amagar les seqüeles. La pel·lícula presenta al President dels Estats Units, ex-soldat de la Guerra de Vietnam i distingit amb la Medalla d'Honor, fent front a un comando terrorista rus que segresta l'Air Force One. Normalment, en els thrillers o les pel·lícules d'acció, el President és el personatge protegit però en aquesta es converteix en home d'acció i dona clarament una orientació pro-nord-americana al film. Després d'un rodatge de 75 dies, la pel·lícula s'estrena durant l'època d'estiu i, aprofitant-se de la seva condició de pel·lícula taquillera, obté un gran èxit als Estats Units.
L'estiu de l'any 1998 l'actor torna a participar en una comèdia amb Six days, seven nights (1998), d'Ivan Reitman on interpreta un aviador rondinaire, però el film no té una bona acollida. La següent pel·lícula protagonitzada per l'actor, Capricis del destí (1998), de Sydney Pollack, és un rotund fracàs. Interpreta un sergent de policia que investiga les circumstàncies de la mort de la seva dona en un accident aeri i descobreix que estava acompanyada per un home. La seva investigació el porta fins l'esposa d'aquest última (interpretada per Kristin Scott Thomas) amb la qual estableix una particular i intensa relació.

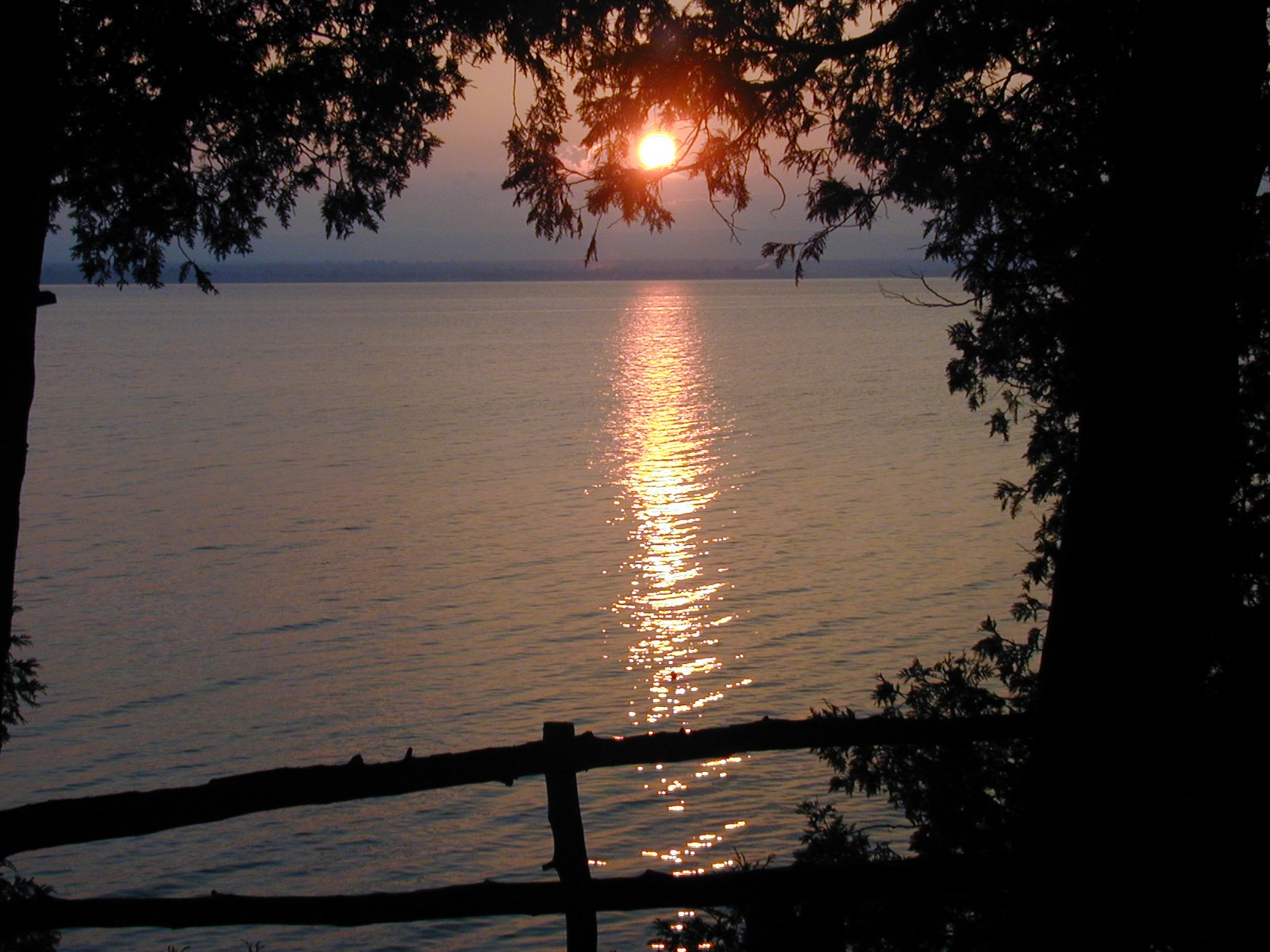
El llac Champlain, marc de la película El que la veritat amaga

A continuació, Ford és escollit per actuar en la propera pel·lícula de Robert Zemeckis, El que la veritat amaga (2000). El guió, molt diferent d'altres films en els que havia participat, l'atrau, així com la cuidada construcció de l'argument i l'originalitat del personatge. La pel·lícula, estrenada l'any 2000, revela una nova faceta de la carrera de Ford com a actor, ja que és una de les poques ocasions on interpreta un personatge «malvat», lluny de l'heroi de les pel·lícules d'acció que havia interpretat anteriorment. En aquesta, interpreta el paper de Norman Spencer mentre que la seva dona és interpretada per Michelle Pfeiffer, i donen vida a una parella madura que veu com la seva filla es fa gran i se'n va de casa en una nova fase de la seva vida. La seva esposa comença a patir rares i angoixoses situacions a la seva casa del llac. Aquest thriller fantàstic, homenatge al cine d'Alfred Hitchcock, és acollit amb gran èxit i li permet tornar al cim de la taquilla.
Durant aquest període rebutja diferents papers en pel·lícules d'èxit com Traffic (2000), La tempesta perfecta (2000) i El patriota (2000). En aquesta última, la seva negativa ve donada per considerar-la «massa violenta», especialment per la quantitat de nens que moren en la pel·lícula i per considerar la història massa simple, tot dient: «la Guerra d'Independència es redueix a un home que busca venjança».
El públic ha d'esperar dos anys abans de veure'l de nou a la pantalla gran amb K-19: The Widowmaker (2002), sota la direcció de Kathryn Bigelow. Per a aquesta pel·lícula, a més de ser l'intèrpret principal, prova com a productor executiu, implicant-se seriosament en tots els aspectes de la producció. La pel·lícula, que relata un fet històric que va succeir durant la Guerra Freda, li ofereix un dels seus millors papers. Interpreta el comandant d'un submarí nuclear soviètic, el K-19, que pren possessió del càrrec degut a les seves connexions polítiques, lloc que hauria d'ocupar el capità Mikhail Polenin (Liam Neeson), que es veu relegat com a segon oficial, la qual cosa el converteix en un personatge antipàtic per a la tripulació. L'actitud del seu personatge contrasta amb la del seu col·lega, que és més propera als seus homes. Ambdós personatges entraran en plena confrontació respecte a la seva tripulació quan es detecta una fuita del reactor nuclear però aquesta antipatia es transforma en heroïcitat degut al gir dels esdeveniments. La pel·lícula, tot i els esforços a nivell interpretatiu i de producció, és el seu major fracàs des que està al capdamunt de l'escena cinematogràfica.
Més tard, ofereixen a Ford la possibilitat d'interpretar el paper de Bob Barnes a Syriana (2005) (finalment interpretat per George Clooney, que va rebre un Oscar per aquest paper), però no l'accepta i és una decisió de la qual se n'ha penedit a posteriori. Tot seguit, arriben dues decepcions per l'actor: primer amb Hollywood: Departament d'homicidis (2003) que aconsegueix la «gesta» de recaptar menys que K-19; i, segon, amb Firewall (2006) que té una acollida discreta. És finalment amb Indiana Jones i el regne de la calavera de cristall (2008) que torna a situar-se al capdamunt de la taquilla.
A Crossing Over (2009), l'actor interpreta el paper del jutge Max Brogan i comparteix protagonisme amb Ray Liotta i Ashley Judd. Aquest film ens mostra l'odissea d'una sèrie d'immigrants de diferents nacionalitats que s'esforcen en aconseguir un estatus legal a Los Angeles tot tractant temes com les fronteres, la falsificació de documents, l'asil, la naturalització i el xoc de cultures.
L'any 2010, Ford estrena dues pel·lícules. En primer lloc, estrena Extraordinary Measures (2010), dirigida per Tom Vaughan, un drama que gira al voltant dels esforços d'Aileen (Keri Russell) i John Crowley (Brendan Fraser) per trobar un investigador que aconsegueixi un remei pel desordre genètic poc freqüent que pateixen els seus fills i on Ford interpreta el paper de Dr. Robert Stonehill. Com ja va fer amb K-19: The Widowmaker, en aquest film torna a combinar el seu paper d'actor amb les funcions de productor executiu. Posteriorment, s'estrena la comèdia Morning Glory (2010), dirigida per Roger Michell, on interpreta el paper de Mike Pomeroy i comparteix protagonisme amb actors com Rachel McAdams, Patrick Wilson, Jeff Goldblum o Diane Keaton, entre d'altres. Aquest mateix any, comença el rodatge de Cowboys & Aliens (2011), una pel·lícula que mescla elements de ciència-ficció i western en la qual comparteix pantalla amb Daniel Craig, que està produïda, entre d'altres, per Steven Spielberg i que es va estrenar el juliol de l'any 2011. El llargmetratge amb prou feines és rendible.
L'any 2012 comença el rodatge d'El joc de l'Ender (2013), pel·lícula basada en la novel·la homònima d'Orson Scott Card, on interpreta el paper del coronel Hyrum Graff i que no resulta ser gaire més rendible que la seva pel·lícula anterior. El mateix any estrena El poder dels diners (2013), amb Amber Heard, Liam Hemsworth i Gary Oldman, un film que resulta ser un gran fracàs a nivell de crítica i passa completament desapercebut a les sales de cinema. És amb un paper secundari on l'actor aconsegueix refer-se aquest mateix any gràcies a la seva interpretació de Branch Rickey, un ancià propietari d'un club de beisbol (Branch Rickey), en el drama històric 42 (2013), de Brian Helgeland, que rep molt bones crítiques.
L'any 2014 participa en el rodatge de The Expendables 3 (2014), on l'actor interpreta el paper de Max Drummer, junt amb altres vells herois d'acció dels anys 1990. El film és seleccionat per ser presentat fora de competició en el 67è Festival de Cannes. L'any següent, torna a interpretar el paper de Han Solo a Star Wars episodi VII: El despertar de la força (2015) i el de William Jones a The Age of Adaline (2015).
El 2017, recupera el paper de Rick Deckard amb el rodatge de Blade Runner 2049, 35 anys després de la primera part, sota la direcció de Denis Villeneuve.

## Crítica artística

### L'actor vist per la crítica

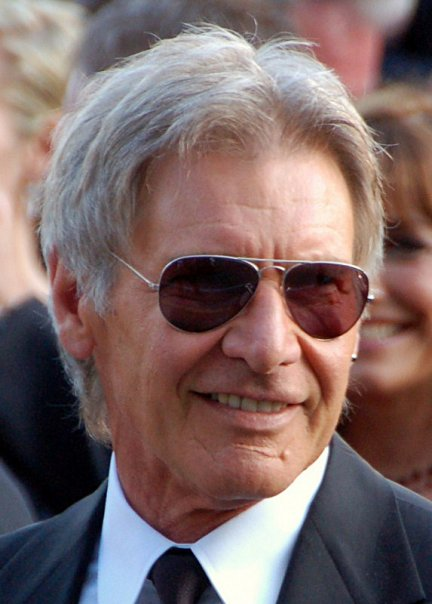
Ford al Festival de Cannes de 2008.

El paper a Star Wars li va permetre arribar a la primera plana de l'escena cinematogràfica. Amb aquesta pel·lícula, la crítica va ser molt entusiasta i favorable amb la seva interpretació refrescant de Han Solo, que mescla sarcasme i humor. Per alguns, aconsegueix fer del seu personatge el més coherent de la pel·lícula. Respecte a l'èxit en escollir les seves pel·lícules, l'opinió és unànime perquè, tot i que els guions o les interpretacions estan lluny de ser innovadores, Ford sembla comprendre què busca el públic en el cinema.
L'escàs nombre de nominacions als premis Oscar reflecteix aquesta tendència pròpia de l'actor que dona preferència a l'espectacle més que un gran resultat com intèrpret. Després d'Indiana Jones, els periodistes especialitzats comencen a dubtar sobre les capacitats per interpretar un paper diferent al d'un heroi digne de còmic, però aconsegueix alliberar-se d'aquesta imatge estereotipada amb L'únic testimoni (1985) que li va donar la seva única nominació als premis Oscar. A La costa de 'Los Mosquitos' (1986), confirma aquesta nova trajectòria de la seva carrera amb una actuació «genial». Després d'unes commovedores interpretacions a A propòsit de Henry (1991) i Presumpte Innocent (1990), el seu paper de convicte evadit a El fugitiu (1993) meravella la crítica. El paper d'un home ordinari assetjat i perseguit sense descans que intenta demostrar la seva innocència, és qualificada de «formidable».
Els anys passen i la successió de papers de «bon noi» valent i sense retrets semblen fer-li perdre el crèdit aconseguit. Intenta introduir-se en el gènere de comèdia amb Sis dies, set nits (1998) però el seu paper d'aventurer rondinaire no convenç.
El canvi radical de registre a El que la veritat amaga (2000), on interpreta el paper de marit malvat, resulta ser molt convincent i salva la seva carrera. El seu paper a Firewall (2006) té una acollida molt discreta; la seva interpretació és correcta però el personatge que envelleix enmig duna pel·lícula d'acció ja estar molt vist. Abans de l'estrena d'Indiana Jones i el regne de la calavera de cristall (2008) al festival de Cannes, la crítica es mostra favorable que l'aventurer torni a la pantalla gran. La seva interpretació del vell aventurer busca-raons no és qüestionada, cosa que no passa amb la pel·lícula que a vegades és acusada d'excessiva suficiència o petulància en comparació amb els anteriors episodis.

### L'actor vist per ell mateix
L'ofici d'actor, segons ell, no és altra cosa que una simple «feina» i que no té vocació de fer feliç l'espectador sinó ajudar-lo a ser més altruista. Al contrari que en els seus inicis, quan retreia als productors que no li permetien expressar-se completament, es qualifica de «servidor de la història» i, ja que intenta interpretar tot allò que se li diu. No es considera a si mateix com una estrella sinó com una persona que va tenir molta sort al començament de la seva carrera i encara més sort per estar sempre al capdamunt de la cartellera.
Contràriament a aquesta opinió, el realitzador Mike Nichols va manifestar que el considerava com «el Ferrari dels actors».

## Filmografia[66]
- The Virginian, sèrie TV, cinquena temporada, capítol dinou (1966)
- Lladre i amant (Dead Heat on a Merry-Go-Round) (1966)
- La cavalcada dels maleïts (A Time for Killing) (1967)
- Journey to Shiloh (1968)
- Pel bon camí (Getting Straight) (1970)
- Zabriskie Point (1970)
- American Graffiti (1973)
- La conversa (The Conversation) (1974)
- Heroes (1977)
- Star Wars Episodi IV: Una Nova Esperança (Star Wars: Episode IV - A New Hope) (1977)
- Força 10 de Navarone (Force 10 from Navarone) (1978)
- Hanover Street (1979)
- Apocalypse Now (1979)
- El rabí de San Francisco (The Frisco Kid) (1979)
- More American Graffiti (1979)
- Star Wars Episodi V: L'Imperi Contraataca (Star Wars: Episode V - The Empire Strikes Back) (1980)
- Indiana Jones a la recerca de l'arca perduda (Raiders of the Lost Ark) (1981)
- Blade Runner (1982)
- Star Wars Episodi VI: El Retorn del Jedi (Star Wars: Episode VI - Return of the Jedi) (1983)
- Indiana Jones i el temple maleït (Indiana Jones and the Temple of Doom) (1984)
- L'únic testimoni (Witness) (1985)
- La costa de 'los Mosquitos' (The Mosquito Coast) (1986)
- Armes de dona (Working girl) (1988)
- Frenètic (Frantic) (1988)
- Indiana Jones i l'última croada (Indiana Jones and the Last Crusade) (1989)
- Presumpte innocent (Presumed Innocent) (1990)
- A propòsit de Henry (Regarding Henry) (1991)
- Patriot Games (1992)
- El fugitiu (The Fugitive) (1993)
- Perill imminent (Clear and Present Danger) (1994)
- Sabrina (1995)
- Air Force One (1997)
- L'ombra del diable (The Devil's Own (1997)
- Sis dies i set nits (Six days seven nights) (1998)
- Capricis del destí (Random Hearts) (1999)
- El que la veritat amaga (What Lies Beneath) (2000)
- K19 (K-19: The Widowmaker) (2002)
- Hollywood: Departament d'homicidis (Hollywood Homicide) (2003)
- Firewall (2006)
- Indiana Jones i el regne de la calavera de cristall (2008)
- Crossing Over (2009)
- Morning Glory (2010)
- Extraordinary Measures (2010)
- Cowboys & Aliens (2011)
- El joc de l'Ender (Ender's Game) (2013)
- El poder dels diners (Paranoia) (2013)
- Anchorman 2: The Legend Continues (2013)
- The Expendables 3 (2014)
- The Age of Adaline (2015)
- Star Wars: Episode VII (2015)
- Blade Runner 2049 (2017)
- Mascotes 2 (2019)
- Star Wars: L'ascens de Skywalker (2019)
- Call of the Wild (2020)
- Indiana Jones i el dial del destí (2023)
- Shrinking (2023)
- Captain America: Brave New World (2024)
- Thunderbolts (2025)

## Premis i nominacions

### Premis
- 2002: Premi Cecil B. DeMille
- 2010: César honorífic

### Nominacions
- 1986: Oscar al millor actor per L'únic testimoni
- 1986: Globus d'Or al millor actor dramàtic per L'únic testimoni
- 1986: BAFTA al millor actor per L'únic testimoni
- 1987: Globus d'Or al millor actor dramàtic per La costa de 'los Mosquitos'
- 1994: Globus d'Or al millor actor dramàtic per El fugitiu
- 1996: Globus d'Or al millor actor musical o còmic per Sabrina

## Activisme

### Compromís amb el medi ambient
Després de comprar un ranxo a Jackson, Wyoming (Estats Units d'Amèrica), s'adona de la importància de preservar el planeta. Aleshores, decideix cedir prop de la meitat de les seves terres al Jackson Hole Land Trust amb finalitats de conservació de la natura.
Ocupa el càrrec de vicepresident en el consell d'administració de Conservation International des de 1991 i és un dels «guardiants volants» de Riverkeeper, una organització que busca identificar i portar davant la justícia els causants de la contaminació del riu Hudson (que passa prop de la seva casa de Nova York). El 2003 rep el «Premi Lindbergh», per les seves patrulles en helicòpter sobrevolant el riu.
El 6 d'octubre de 2006 és honrat amb el premi «Jules Verne Spirit of Natural Award», establert per l'associació Jules Verne Adventures, pel seu compromís amb la protecció del planeta.
L'abril de 2008, en un anunci publicitari, es depila el pit amb cera, per denunciar simbòlicament la desforestació dels boscs tropicals. Aquest gest pretén captar l'atenció del públic i mostrar a l'opinió pública el moment crític de la desforestació.
La seva acció ecològica és reconeguda amb diferents distincions, entre les quals es troba el «Premi Mundial del ciutadà ecològic» de la Facultat de Medicina de la Universitat Harvard o el «Premi mundial d'ecologia» del Centre Internacional d'Ecologia Tropical. Alguns dels reconeixements més insòlits en aquest camp són que li hagin posat nom a una formiga nativa d'Hondures i Belize, sota el nom de Pheidole harrisonfordi, pel suport a l'organització The Ant Society de Conservation International, i a una aranya californiana, batejada com Calponia harrisonfordi, en reconeixement dels seus esforços a favor del Museu Americà d'Història Natural.

### Activisme polític
Al igual que els seus pares, Ford és un demòcrata reconegut des de fa anys. El 2003 condemnà públicament la Guerra d'Iraq i apel·là a un canvi de govern als Estats Units. També acusa Hollywood de produir massa pel·lícules violentes i està a favor d'un major control sobre les armes de foc en el país.
L'actor s'oposà a la reelecció del governador de Califòrnia, Gray Davis, però manifestà que reemplaçar-lo per Arnold Schwarzenegger seria un error.
Durant el dia d'acció de gràcies de 2007, ell i Calista Flockhart s'uniren a Kirk Douglas per servir àpats calents a persones sense sostre de Los Angeles. Aquesta acció pretenia recordar que Los Angeles es una ciutat que compta amb més persones sense sostre als Estats Units.
Des de fa anys, també dona suport a la causa tibetana i el seu líder espiritual, el Dalai-lama. El 7 de setembre de 1995 intervingué en el Congrés dels Estats Units per donar testimoni sobre la seva experiència al Tibet. L'any 2007 mostrà de nou aquest suport sent el narrador del documental Dalai-lama Renaissance. Aquest documental mostra la trobada del Dalai-lama amb pensadors occidentals a Dharamsala en la qual debatien conjuntament preguntes sobre com canviar el món i resoldre els seus problemes.

### Arqueologia
Després d'interpretar el paper de l'arqueòleg Indiana Jones al cine, Ford donà suport posteriorment a la feina i treballs dels arqueòlegs professionals. Des del 2008, ocupa un càrrec dins del consell d'administració del Archaeological Institute of America (AIA), una organització sense ànim de lucre amb seu a la Universitat de Boston dedicada a la promoció de l'arqueologia i la preservació de jaciments arqueològics. El seu nomenament es deu, segons el president de l'AIA, «al significatiu paper que desenvolupà en estimular l'interès del públic per les exploracions arqueològiques». En resposta, l'actor declarà que «el coneixement és poder i comprendre el passat ens ajuda a fer front al present i el futur».
Tanmateix, aquest nomenament va ser motiu de polèmica en el si de la professió. Oscar Muscarella, antic conservador del Museu Metropolità d'Art de Nova York i obertament crític amb el tràfic d'antiguitats, considera que la imatge d'Indiana Jones i, per tant, de Harrison Ford, és la contrària a la imatge real d'un veritable arqueòleg. Fent referència a la intervenció del president de la AIA, declarà que «Jones es la pròpia antítesi d'un arqueòleg. De fet, ha desenvolupat un paper significatiu en estimular els destructors de jaciments, els saquejadors que subministren antiguitats a un museu» i afegí que «no és un arqueòleg, sinó un saquejador».

### Aviació
Ford va començar a rebre classes de pilot en els anys 1960. Va volar en un biplà TriPacer, però el preu de 11 dòlars per hora era massa elevat per poder continuar el seu aprenentatge. El seu interès per pilotar va renéixer a mitjans dels anys 1990 quan va comprar una aeronau Gulfstream II. Aleshores, li va demanar a un pilot amb experiència, Terry Bender, que li donés noves lliçons de pilotatge. Aquestes sessions van començar en un Cessna 182 i, posteriorment, amb un Cessna 206. Va obtenir finalment la seva llicència de pilot privat el 1996 i, més tard, la llicència per pilotar hidroavions monomotor i helicòpters.
En l'àmbit de la seva col·laboració amb les autoritats locals per realitzar intervencions d'urgència, l'actor va socórrer un excursionista aïllat afectat per deshidratació. També va col·laborar amb el servei de socorrisme del comtat de Teton (Wyoming) per fer activitats de rescat de muntanya.
El 23 d'octubre de 1999 va ser víctima d'un accident d'helicòpter durant un vol d'entrenament rutinari sobrevolant el llac Piru, prop de Santa Clarita de Califòrnia. Durant una pràctica d'autorrotació, va perdre altitud i es va estavellar violentament contra el terra. Ni ell ni l'instructor van patir ferides de gravetat. Durant una entrevista a la televisió, en el programa Inside the Actor's Studio, li van preguntar sobre aquest esdeveniment i va contestar simplement: «El vaig trencar».
El març de 2004 el van nombrar president dels Young Eagles, un programa de la Experimental Aircraft Association (EAA) creat per iniciar els nens en l'aviació. Va ser convidat pel president de la EAA per substituir Chuck Yeager, que va abandonar el càrrec per jubilació. Ford, des de la seva primera participació en aquest programa l'any 2001, ha volat amb més de 250 nens.
El 5 de març de 2015 va patir un accident d'avió prop de l'Aeroport Municipal de Santa Mònica (Los Angeles).

## Vida privada
Harrison Ford es va casar amb Mary Marquardt el 18 de juny de 1964. Fruit d'aquest matrimoni van néixer dos fills: Benjamin, nascut el 22 de setembre de 1967, i Willard, nascut el 14 de maig de 1969. El matrimoni es va divorciar l'any 1979. Afectada per esclerosi múltiple, Mary rep ajuda psicològica i econòmica de l'actor, el qual li va comprar una casa i es fa càrrec del seu tractament i de totes les despeses mèdiques que són necessaris.
El 14 de març de 1983 es va casar amb la guionista Melissa Mathison amb la qual va tenir un fill, Malcolm, nascut el 10 de març de 1987, i també una filla, Georgia, nascuda el 30 de juny de 1990. Després de més de 20 anys junts, el matrimoni es va divorciar el 6 de gener de 2004 en el que va ser un dels divorcis més costosos de Hollywood.
Ford es va tornar a casar el 15 de juny de 2010 amb l'actriu Calista Flockhart, que havia conegut l'any 2002 durant la celebració dels Globus d'Or i amb la qual ja convivia des de 2004. El casament es va celebrar a Santa Fe (Mèxic) on Ford rodava la pel·lícula Cowboys & Aliens i la cerimònia va ser oficiada pel governador de Nova Mèxic, Bill Richardson, i el president del tribunal suprem de l'estat, Charles W. Daniels. Ford i Calista tenen un fill, Liam, nascut l'any 2001, i que havia estat adoptat prèviament per l'actriu abans de començar la seva relació.
Ford té tres nets: Eliel, nascut el 1993; Ethan, nascut el 2000; i Waylon nascut el 2010.

### Llibres
- Pollock, Dale. Skywalking (en anglès).  Da Capo Press, 1999, p. 332. ISBN 0306809044.
- White, Dana. George Lucas (en anglès).  Twenty-First Century Books, 1999, p. 128. ISBN 0822549751.
- Pfeiffer, Lee; Lewis, Michael. The Films of Harrison Ford (en anglès).  Kensington Publishing Corporation, 2002, p. 259. ISBN 0806523646.
- Duke, Brad. Harrison Ford: The Films (en anglès).  McFarland, 2005, p. 333. ISBN 0786420162.
- Laufenberg, Norbert B. Entertainment Celebrities (en anglès).  Trafford Publishing, 2005, p. 888. ISBN 1412053358.
- Gihaldi, Massimo; Lancia, Enrico; Melelli, Fabio. The Best of Hollywood.  Gremese Editore, 2006, p. 206. ISBN 8873016227.
- Caracalla, Laurence. Harrison Ford (en anglès).  Silverback Books, 2007, p. 116. ISBN 2752802471.
- Jackson, Kathi. Steven Spielberg, a Biography (en anglès).  Greenwood Publishing Group, 2007, p. 143. ISBN 0313337969.
- Karg, Barbara; Sutherland, Rick; Cave, Lucie. The World's Stupidest Celebrities (en anglès).  Adams Media Corporation, 2007, p. 221. ISBN 1598695959.
- Karg, Barbara; Van Over, Jim; Sutherland, Rick. The Everything Filmmaking Book (en anglès).  Everything Books, 2007, p. 305. ISBN 1598690922.
- Press, Ivy; Dowell, Gary; Jones, Kim; Mangus, Jones; Halperin, James L.. Heritage Music & Entertainment Memorabilia Auction (en anglès).  Heritage Capital Corporation, 2007, p. 305. ISBN 1599671247.

### Articles
- Staff, Bowker. Variety's Film Reviews 1985-1986 (en anglès).  Garland Pub., 1988. ISBN 0835227995.
- Press, Ivy. Heritage Vintage Movie Posters (en anglès).  Heritage Capital Corporation, 2005. ISBN 1599670046.
- «Blade Runner, dans les coulisses du film-culte de Ridley Scott» (en francès). SFX, Cinéma et Effets speciaux, 11, 1993.
- Arina, Maurice «Harrison Ford contre Harrison Ford» (en francès). Première, 241, 1997.
- Pittiloni, Pierre «Blade Runner» (en francès). Dixième Planète, 19, 2002.
- O.B. «Critique de Indiana Jones et le Royaume du crâne de cristal» (en francès). Le Nouvel Observateur, 2273, 2008.
- Ferenczi, Aurélien «Critique de Indiana Jones et le Royaume du crâne de cristal» (en francès). Télérama, 3046, 2008.
- Delelée, Cédric «Critique de Indiana Jones et le Royaume du crâne de cristal» (en francès). Mad Movies, 209, 2008.
- Assayas, Olivier «Critique de L' Empire contre-attaque» (en francès). Les Cahiers du cinéma, 316, 1980.
- Sineux, Michel «Critique de Witness» (en francès). Positif, 293, 1985.
- J.W. «Critique de Firewall» (en francès). L'Express Mag, 2857, 2006.
- «Critique de Le Fugitif» (en francès). Première, 198, 1993.